# 英國報紙檔案館
英國報紙檔案館，2011年11月開始運作，是多份英國及愛爾蘭報紙的電子檔案館，供使用者在網站上查閱內容。

## 歷史
大英圖書館報紙館在2013年之前設於倫敦北部的科林達，及後一分為二，遷往聖潘克拉斯和波士頓斯帕。由於1869年法定送存要求出版商呈送每期報紙至大英圖書館，館藏絕大部分1840年至今的英國及愛爾蘭報紙。倫敦版的全國性報紙則自1801年起有完整紀錄。總存量為66萬冊或37萬卷微缩胶片，涵蓋52個名目，報紙刊數達數以千萬計，書架總長度為45（28英里）。
2013年科林達設施關閉之後，75千萬刊報紙被送往波士頓斯帕的自動化氣候管控設施。

### 電子化
2010年5月，與商業夥伴DC湯姆森集團旗下的Brightsolid合作，展開了長達10年的報紙檔案電子化計劃。網站2011年11月開始運作，館藏日斬增加。

## 收費
在大英圖書館瀏覽該網站是免費的，館外瀏覽則收取每月12.95英鎊或每年79.95英鎊的費用（2016年2月）。